# Тельвиска
Те́львиска — село в Заполярном районе Ненецкого автономного округа России, административный центр Тельвисочного сельсовета.
С 1929 года по 1931 год было административным центром Ненецкого национального округа.

## География
Село расположено на правом берегу протоки реки Печора — Городецкий шар в 5 км выше по реке от Нарьян-Мара.

## История
Село Тельвисочное было основано в 1574 году.
В 1871 году в Тельвиске родился священномученик Никодим (Кононов).
С 1923 по 1927 годы в Тельвиске жил и работал Иван Александрович Димов — учитель, основатель первой ненецкой школы.
В 1928 году вышло постановление об административных центрах Канинско-Тиманского района Мезенского уезда и Тельвисочно-Самоедского Печорского уезда Архангельской губернии.
После упразднения в 1929 году Печорского уезда Архангельской губернии, Тельвиска отошла к Ненецкому (Самоедскому) округу Северного края, и стала его административным центром.
20 декабря 1929 года из Пустозерской волости (без Ермицкого сельсовета) и Тельвисочно-Самоедского (Тельвисочно-Ненецкого) района был создан Пустозерский район (Нижне-Печорский) в Ненецком (Самоедском) округе Северного края.
Постановлением ВЦИК от 2 марта 1932 года административный центр Ненецкого национального округа, Северного края, был перенесён из села Тельвисочного в рабочий поселок Нарьян-Мар.
В 1955 году Нижне-Печорский район в Ненецком национальном округе был упразднён.
С 2005 года Тельвиска является административным центром сельского поселения «Тельвисочный сельсовет».

## Население
| 2002 | 2010 |
| ---- | ---- |
| 517  | ↘454 |

Численность населения села, по данным Всероссийской переписи населения 2010 года, составляла 763 человека. В 2005 году было 706 человек.
| Народ                              | Численность, чел. | Доля от указавших национальность, % |
| ---------------------------------- | ----------------- | ----------------------------------- |
| Русские                            | 277               | 71,58                               |
| Коми                               | 59                | 15,24                               |
| Ненцы                              | 42                | 10,85                               |
| Корейцы                            | 6                 | 1,55                                |
| Украинцы                           | 3                 | 0,78                                |
| Всего, от указавших национальность | 387               | 100                                 |
| Национальность не указана          | 68                |                                     |

## Улицы
- Лесная улица.
- Молодёжная улица.
- Озёрная улица.
- Полярная улица.
- Пустозерская улица.
- Совхозная улица.
- Спортивная улица.
- Цветочная улица.
- Центральная улица.
- Школьная улица.
- Колхозный переулок.
- Светлый переулок.

## Экономика
Основное занятие населения — молочное животноводство. В Тельвиске расположено отделение ГУП НАО «Ненецкая агропромышленная компания»

## Инфраструктура

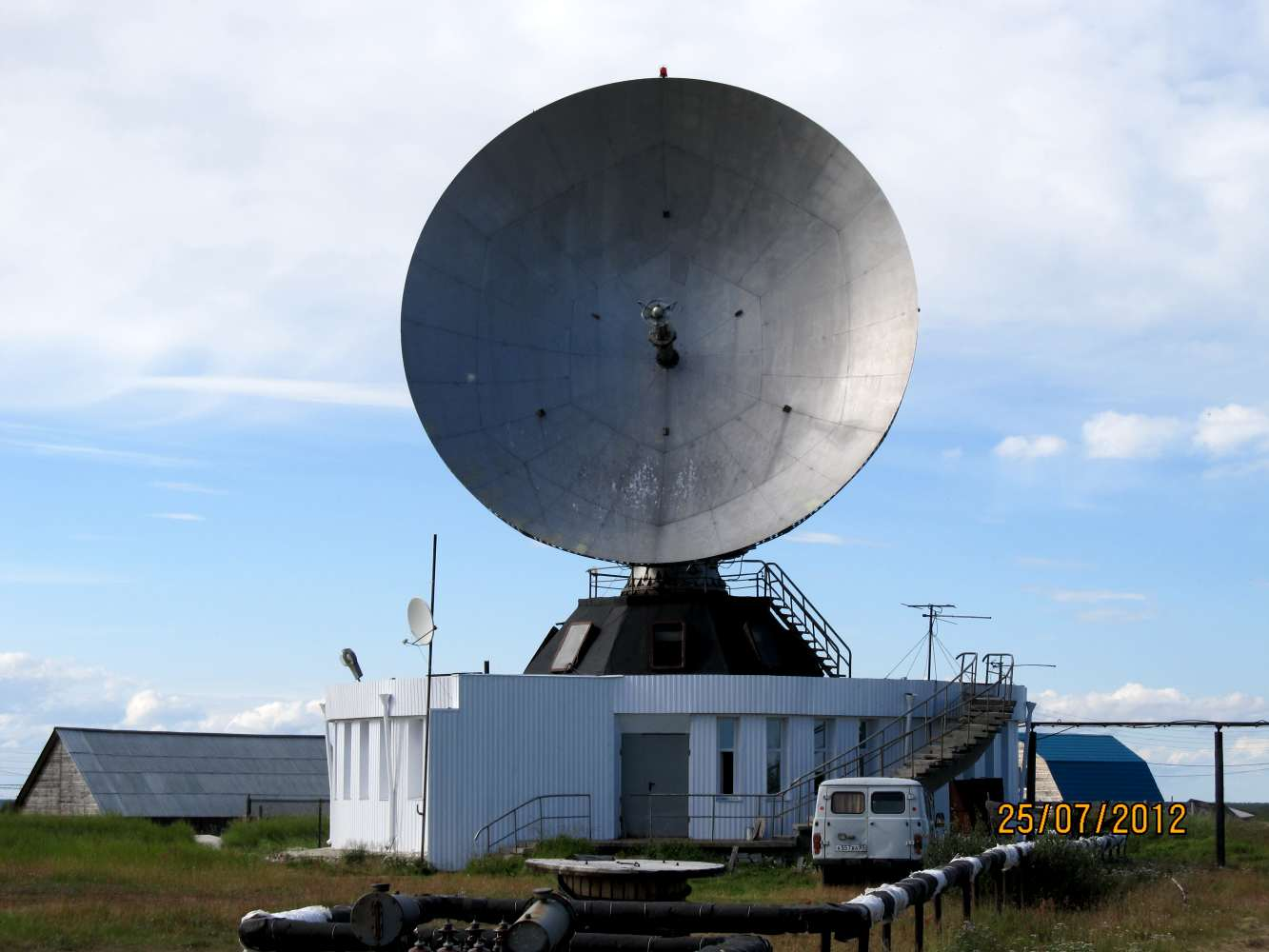
Станция «Орбита» в селе Тельвиска

Средняя общеобразовательная школа, амбулатория, детский сад, дом культуры, магазины, центральная котельная. Село газифицировано. Природный газ поступает от Василковского газоконденсатного месторождения.
В Тельвиске расположена приёмная телестанция «Орбита».

## Транспорт
В период навигации на реке Печоре выполняются ежедневные (1-2 раза в день) рейсы на пассажирском катере по маршруту Нарьян-Мар — Тельвиска. В зимний период на недостроенной дороге Нарьян-Мар -Тельвиска действует зимник. Грузы доставляются по реке Печора в период навигации из городов Печора и Нарьян-Мар а также автомобильным транспортом зимой из Нарьян-Мара.